# The Parable of Arable Land
| Recensione              | Giudizio       |
| ----------------------- | -------------- |
| AllMusic                |                |
| Sputnikmusic            |                |
| Piero Scaruffi          | 9/10           |
| Ondarock                | Pietra miliare |
| Dizionario del Pop-Rock |                |
| 24.000 dischi           |                |
| RockLine.it             | 9.5/10         |

The Parable of Arable Land è l'album d'esordio del gruppo rock psichedelico/avant garde texano dei Red Crayola. Con gli album successivi il gruppo muterà nome, per problemi legali, in Red Krayola. È stato pubblicato nel giugno del 1967 per la International Artists.
Non esiste soluzione di continuità tra i brani, quelli cantati sono intramezzati da una composizione improvvisata con sottofondo di rumori vari denominata Free Form Freak-Out ma sempre diversa.
L'album è considerato fondamentale da alcuni critici rock per la sua originalità nell'integrare elementi di musica concreta in canzoni rock e pop, tra i precursori del genere industrial, del noise rock e del kraut rock.
Alla realizzazione del disco, registrato in un'unica sessione, hanno partecipato circa un centinaio di persone, tra i quali Roky Erickson, accreditati come Familiar Ugly, per lo più amici dei componenti del gruppo.

## Tracce
Lato A
Tutti i brani composti da: Mayo Thompson, Steve Cunningham e Rick Barthleme.
1. Free Form Freak-Out – 1:31
2. Hurricane Fighter Plane (When the Ride Is Over You Can Go to Sleep) – 3:31
3. Free Form Freak-Out – 2:23
4. Transparent Radiation (Red Signs Out-Side, Which I Contain) – 2:32
5. Free Form Freak-Out – 4:19
6. War Sucks (You Remember What Happened to Hansel and Gretel) – 3:53
7. Free Form Freak-Out – 1:52

Lato B
1. Free Form Freak-Out – 3:14
2. Pink Stainless Tail (Seven Guest Are Quite Now, and Now Not Half so Much) – 3:01
3. Free Form Freak-Out – 3:01
4. Parable of Arable Land (And the End Shall Be Signaled by the Breaking of a Twig) – 4:11
5. Free Form Freak-Out – 4:58
6. Former Reflections Enduring Doubt (I Pass in a Rain That Is Always Too Soon) – 2:33

Edizione doppio CD del 2011, pubblicato dalla Charly Records (SNAX621 CD)
CD 1
1. Free Form Freak-Out #1 – 1:29
2. Hurricane Fighter Plane – 3:35
3. Free Form Freak-Out #2 – 2:23
4. Transparent Radiation – 2:33
5. Free Form Freak-Out #3 – 4:18
6. War Sucks – 6:31
7. Free Form Freak-Out #4 – 1:48
8. Pink Stainless Tail – 3:15
9. Free Form Freak-Out #5 – 3:02
10. Parable of Arable Land – 3:00
11. Free Form Freak-Out #6 – 4:09
12. Former Reflections Enduring Doubt – 4:56
13. Nickel Niceness – 2:56 – Extra Material - Demo = Green of My Pants on 2nd LP
14. Vile Vile Grass – 2:13 – Extra Material - Demo = War Sucks
15. Transparent Radiation – 2:44 – Extra Material - Demo
16. Pink Stainless Tail – 3:24 – Extra Material - Alternate Take, Guitar & Vocal Only
17. Hurricane Fighter Plane – 3:47 – Extra Material - Alternate Stereo Mix
18. Former Reflections Enduring Doubt – 2:06 – Extra Material - Unreleased Alt. Stereo Edit & Mix

CD 2
1. Free Form Freak-Out #1 (Mono) – 1:29
2. Hurricane Fighter Plane (Mono) – 3:35
3. Free Form Freak-Out #2 (Mono) – 2:23
4. Transparent Radiation (Mono) – 2:31
5. Free Form Freak-Out #3 (Mono) – 4:20
6. War Sucks (Mono) – 6:34
7. Free Form Freak-Out #4 (Mono) – 1:51
8. Pink Stainless Tail (Mono) – 3:15
9. Free Form Freak-Out #5 (Mono) – 3:00
10. Parable of the Arable Land (Mono) – 2:59
11. Free Form Freak-Out #6 (Mono) – 4:10
12. Former Reflections Enduring Doubt (Mono) – 4:56
13. Hurricane Fighter Plane – 3:49 – Repeat Track #2
14. Transparent Radiation – 2:37 – Repeat Track #4
15. War Sucks – 6:33 – Repeat Track #6
16. Pink Stainless Tail – 3:29 – Repeat Track #8
17. Former Reflections Enduring Doubt – 4:55 – Repeat Track #12

## Formazione
- Rick Barthleme - batteria
- Steve Cunningham - basso
- Mayo Thompson - chitarra, voce
- The Familiar Ugly (tra cui Roky Erickson: organo in Hurricane Fighter Plane, armonica in  Transparent Radiation)